# أصوات كوروتكوف

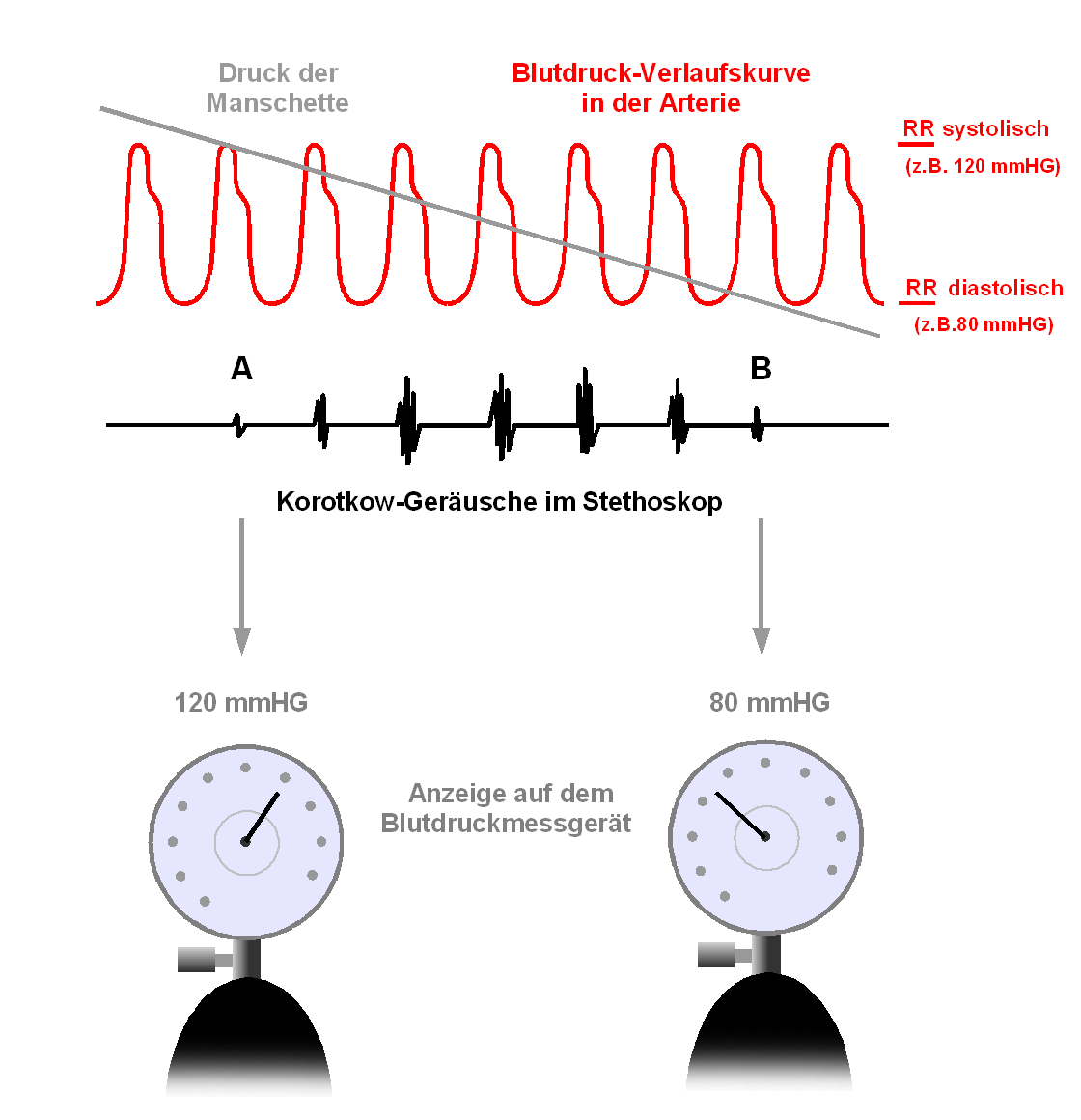
قياس ضغط الدم باستخدام الطريقة التسمعية لأصوات كوروتكوف.

أصوات كوروتكوف (بالإنجليزية: Korotkoff sounds)‏ هي أصوات تسمع عند الإصغاء إلى الشريان عند استخدام طريقة غير باضعة كسماعها بواسطة السماعة الطبية عند إفراغ مقياس ضغط الدم من الهواء وهو مربوط إلى الذراع.
تحمل هذا الأصوات اسم الطبيب الروسي نيكولاي كوروتكوف الذي اكتشفها عام 1905. كان نيكولاي كوروتكوف يعمل في الأكاديمية الطبية الإمبراطورية في سانت بطرسبرغ في الإمبراطورية الروسية.

## أنواع أصوات كوروتكوف
وصف كوروتكوف خمس أنواع من الأصوات:
1. الصوت الأول هو صوت قرقعة يسمع عند الضغط الانقباضي، النقر الواضح المتكرر لمدة نبضتين على الأقل يعد ضغطا انقباضيا.
2. الصوت الثاني هو سماع النفخات بين الضغطين الانقباضي والانبساطي.
3. الصوت الثالث هو صوت قرقعة عالية متموجة.
4. الصوت الرابع يسمع عندما يكون الضغط الانبساطي أعلى من 10 ملم زئبق، ويوصف بأنه شاذ وكاتم.
5. الصوت الخامس هو السكون الذي يحدث عن انخفاض ضغط الكفة أقل من الاضغط الانبساطي. اختفاء الصوت يعد هو الضغط الانبساطي (2 ملم زئبق بعد آخر صوت يسمع).

الصوتان الثاني والثالث ليس لهما أهمية سريرية معروفة.